# Astragalus sanandajianus
Astragalus sanandajianus är en ärtväxtart som beskrevs av Tietz. Astragalus sanandajianus ingår i släktet vedlar, och familjen ärtväxter. Inga underarter finns listade i Catalogue of Life.